# Primera Engineers
Primera Engineers — американская инженерно-конструкторская и консалтинговая компания со штаб-квартирой в Чикаго, штат Иллинойс, США. Компания, основанная в 1987 году, является многолетним лидером в машиностроительной отрасли.

## Описание
Primera Engineers — это сертифицированное женское бизнес-предприятие (WBE) со штатом из более чем 200 профессионалов в самых разных областях, в том числе: в области механики, электричества, сантехники, несущих строительных конструкций, гражданского строительства, телекоммуникаций и энергетики, а также средства защиты и контроля, услуги по вводу зданий и сооружений в эксплуатацию, энергетические услуги, услуги в области архитектуры, проверки устойчивости объектов, безопасность жизнедеятельности, освещение, транспортные средства и услуги, поставка электроэнергии, а также управление проектами и строительством.
2 мая 2016 года Эрин Инман (англ. Erin M. Inman) в должности старшего вице-президента и управляющего отделом коммунальных услуг Primera Engineers купила компанию у соучредителей, ушедших на пенсию в марте 2016 года, ими были: Майкл Де Сантьяго (англ. Michael F. De Santiago), президент, и д-р Педро Севаллос Кандау (англ. Dr Pedro J. Cevallos-Candau), исполнительный вице-президент; старший вице-президент и финансовый директор — Роналд Дарин «Рон» (англ. Ronald J. Darin «Ron»). После покупки компании Эрин Инман — президент и главный исполнительный директор компании, вошедшей в число крупнейших инженерных фирм, принадлежащих женщинам.
Придя в компанию в 2003 году, Эрин Инман добилась развития и роста своего подразделения, увеличив штат сотрудников до более чем 120 инженеров и дизайнеров в 2016 году, предоставляя лучшие в отрасли услуги коммунальным предприятиям на местном и северо-восточном уровне. На 2022 год в компании работает около 500 специалистов.
Согласно отчёту Giants 400 за 2021 год (англ. 2021 Giants 400 Report) по рейтингу ведущих инженерных фирм в государственном секторе и EA на 2021 год компания заняла 72-е место, доход за 2020 год составил 1 269 419 долларов; по рейтингу ведущих инженерных фирм федерального государственного сектора и EA на 2021 год компания заняла 58-е место, доход за 2020 год составил 255 336 долларов; по рейтингу крупнейших инженерных фирм в секторе местного самоуправления и EA на 2021 год компания заняла 47-е место, доход за 2020 год составил 1 014 083 долларов.

## Известные проекты
- 2010—2013 — Средняя подготовительная школа колледжа Джонса[англ.] — инженерные сети[5].
- Главный консультант в Чикаго по разделам проектов: механика, электрика и сантехника[англ.]
  - Hayes Park[себ.] New Natatorium — заказчик Public Building Commission of Chicago[6]
  - Fernwood Park[себ.] Natatorium — заказчик Управление парками Чикаго[англ.][6]

## Награды
- Премия за устойчивое развитие зелёной энергетики (англ. Go Green Energy Sustainability Award) от Commonwealth Edison[англ.] на 2-м ежегодном конкурсе ComEd Supplier Diversity Awards за значительный вклад в развитие энергетики, а также инноваций с конкретной дорожной картой в области экологически чистой энергии, энергоэффективности, возобновляемых источников энергии и устойчивого развития[1].